# Shadow Tower Abyss
Shadow Tower Abyss (яп. シ ャ ド ウ タ ワ ー ア ビ ス) — рольова відеогра, розроблена та опублікована компанією FromSoftware для PlayStation 2. Гра є продовженням Shadow Tower і містить ряд жанрових та механічних елементів, які також можна знайти у серіях Souls (серія) та King's Field  (серія ігор). Shadow Tower Abyss було анонсовано 22 серпня 2001 року, та випущено в Японії 23 жовтня 2003 року. Англійська версія розроблялася компанією Agetec, але проект було скасовано компанією Sony Computer Entertainment America (SCEA), її видавцем, до завершення. Фанатський переклад вийшов у 2011 році.

## Розробка
Через три роки після виходу свого попередника FromSoftware анонсували Shadow Tower Abyss у 2001 році та представили вебсайт гри 13 грудня 2002 року. Демонстраційну версію було представлено на Токійському ігровому шоу, що проходило з 26 по 28 вересня 2003 року. Shadow Tower Abyss була єдиною рольовою грою на прилавку FromSoftware, представляючи ще такі тайтли як Otogi: Myth of Demons, Kuon, Armored Core: Nexus та Echo Night: Beyond.
Поки японський реліз Shadow Tower Abyss проходив за планом, англійська версія була скасована на етапі локалізації. Марк Джонсон, продюсер Agetec, оголосив про скасування на вебсайті SCEA і заявив, що "здебільшого локалізація завершена, крім упаковки та інструкцій". За словами Джонсона, видавництво висловило занепокоєння з приводу прогнозованих продажів за межами внутрішнього ринку. Незважаючи на те, що Shadow Tower Abyss займала 14 місце в цілому і була випущена в середині тижня, у період з 20 по 26 жовтня 2003 року в Японії було продано лише 12 908 одиниць гри. SCEA також переживав за якість візуальної гри у порівнянні з її сучасними конкурентами в рольових жанрах та жанрах від першої особи. Джонсон далі сказав, що скасування "мені було найважче прийняти, і я зробив усе можливе, щоб цей реліз відбувся". Петиція до SCEA не мала успіху. Натомість Agetec видали одну з інших ігор FromSoftware, Echo Night: Beyond, у США в 2004 році.

## Сюжет
Події гри відбуваються у цитаделі, вперше представленій у першій частині Shadow Tower, наряду із поверненням низки вже знайомих неігрових персонажів. Головний герой, дослідник, шукає таємний спис, який, як вважається, надав великої сили давно померлому правителю королівства і відкрив епоху неперевершеного процвітання
. Те, що залишилось від королівства сьогодні, значною мірою вкрите лісом, за винятком самої вежі. Опинившись у цитаделі, головний герой стикається з таємничим Старцем(англ. Old Man), який затримує його всередині і змушує піднятися на саму вершину споруди, щоб врятуватися.

## Оцінки та відгуки
Японський ігровий журнал Famitsu оцінив гру на 30 пунктів із 40.

## Вплив
У 2009 році FromSoftware переглянули рольовий жанр темного фентезі разом із критиками Demon's Souls на PlayStation 3. Як і у Shadow Tower Abyss, у Demon's Souls гравець зосереджуються на збиранні душ мертвих як засобі для прокачки показників та оснащення свого персонажу. Sony подібно до Abyss знову відмовилася публікувати Demon's Souls за кордоном, і замість цього права на публікацію на території Північної Америки були отримані компанією Atlus. Хоча IGN повідомляв, що в Японії за перший тиждень було розпродано 39 689 копій, гра також добре показала в США: до жовтня 2009 року було продано 150 000 копій, а до середини березня 2010 року - 250 000 копій.